# King George V-klass (1939)
Slagskeppen i King George V-klassen var de modernaste brittiska slagskeppen som var i drift under andra världskriget. Fem fartyg av denna klass byggdes: HMS King George V (i drift 1940), HMS Prince of Wales (1941), HMS Duke of York (1941), HMS Anson (1942) och HMS Howe (1942). Namnen hedrade kung George V och hans söner Edward VIII, som hade varit prins av Wales, och George VI, som var hertig av York innan han besteg tronen. De två sista fartygen i klassen var uppkallade efter framstående amiraler från 1700-talet.

## Historik
Washingtonavtalet från 1922 begränsade antalet, deplacementet och bestyckningen av alla örlogsfartyg som byggdes efter ratificeringen av avtalet, och detta utökades genom det första Londonavtalet om sjöfart, men dessa avtal skulle upphöra att gälla 1936. Med ökade spänningar mellan Storbritannien, Förenta staterna, Japan, Frankrike och Italien antog konstruktörerna av dessa slagskepp att fördraget kanske inte skulle förnyas och skeppen i King George V-klassen konstruerades med denna möjlighet i åtanke.
Alla fem fartygen deltog i strider under andra världskriget, och King George V och Prince of Wales var inblandade i den strid som ledde till att det tyska slagskeppet Bismarck sänktes mellan den 24 och 27 maj 1941. Den 25 oktober 1941 skickades Prince of Wales till Singapore, där det anlände den 2 december och blev flaggskepp för Force Z. Den 10 december attackerades Prince of Wales av japanska bombplan och sänktes med 327 man omkomna. Efter förlisningen eskorterade King George V, Duke of York, Howe och Anson konvojer på väg till Ryssland. Den 1 maj 1942 kolliderade King George V med jagaren HMS Punjabi, vilket resulterade i att King George V reparerades i Gladstone-dockorna 9 maj, innan hon återgick till eskorttjänst 1 juli 1942. I oktober 1942 skickades Duke of York till Gibraltar som nytt flaggskepp för Force H och stödde operation Torch i Nordafrika i november. Anson och Howe skulle också ge skydd åt flera konvojer på väg till Ryssland från slutet av 1942 till 1 mars 1943, då Howe eskorterade för sista gången. I maj 1943 flyttades King George V och Howe till Gibraltar som förberedelse för operation Husky. De två fartygen besköt flottbasen i Trapani och Favignana 11-12 juli och gav även eldunderstöd för operation Avalanche 7-14 september. Under denna tid deltog Duke of York och Anson i Operation Gearbox, som syftade till att dra bort uppmärksamheten från operation Husky. Duke of York bidrog också till att sänka det tyska slagskeppet Scharnhorst 26 december 1943. Detta slag var också den sista gången som brittiska och tyska huvudskepp stred mot varandra.
I slutet av mars 1945 skickades King George V och Howe till Stilla havet tillsammans med andra fartyg från Royal Navy som en separat grupp för att samarbeta med den amerikanska flottans Task Force 57. Den 4 maj 1945 ledde King George V och Howe ett fyrtiofem minuter långt bombardemang av japanska flyganläggningar på Ryukyuöarna. King George V avfyrade sina kanoner för sista gången vid ett nattligt bombardemang av Hamamatsu 29 och 30 juli 1945. Duke of York och Anson skickades också till Stilla havet, men anlände för sent för att delta i stridigheterna. Den 15 augusti accepterade Duke of York och Anson kapitulationen av de japanska styrkorna som ockuperade Hongkong och var tillsammans med kung George V närvarande vid den officiella japanska kapitulationen i Tokyobukten. Efter andra världskrigets slut togs fartygen successivt ur tjänst och 1957 hade alla fartyg sålts för skrotning, en process som avslutades 1958.

## Design och beskrivning
King George V-klassen var resultatet av en designprocess som inleddes 1928. Enligt villkoren i Washington Naval Treaty från 1922 gällde en "semester" från byggandet av stora fartyg fram till 1931. Den brittiska flottans slagskepp bestod endast av de gamla slagskepp som hade behållits efter första världskrigets slut, plus de två nya, men långsamma slagskeppen av Nelson-klassen. År 1928 började Royal Navy fundera över kraven på de örlogsfartyg som man räknade med att börja bygga 1931.
Genom det första Londonavtalet från 1930 förlängdes "semestern för varvsindustrin" till 1937. Planeringen började igen 1935, med utgångspunkt i tidigare konstruktionsarbete. Den nya klassen skulle byggas upp till fördragets maximala deplacement på 35 000 ton. Alternativ med 40,6 cm, 38,1 cm och 35,6 cm huvudkanoner övervägdes, och till slut valdes 38,1 cm bestyckningen. De flesta designer var avsedda att ha en toppfart på 27 knop, och det beslutades att det troliga avgörande avståndet i en strid skulle vara 12 000-16 000 meter. Pansar och torpedskott utgjorde en mycket större del av konstruktionen än de tidigare slagskeppen från Royal Navy.
I oktober 1935 fattades dock beslutet att använda 35,6 cm kanoner. Vid den tiden förhandlade Storbritannien om en fortsättning av sjöfördragen med de andra parterna i Londonfördraget. Den brittiska regeringen förespråkade en minskning av den maximala kalibern för slagskeppskanoner till 35,6 cm och i början av oktober fick regeringen veta att Förenta staterna skulle stödja denna ståndpunkt om även japanerna kunde övertalas att göra det. Eftersom de stora kanonerna måste beställas före årets slut beslutade det brittiska amiralitetet om 35,6 cm kanoner till King George V-klassen. Det andra Londonfördraget undertecknades i mars 1936 av USA, Frankrike och Storbritannien och i detta fastställdes ett huvudbatteri av 35,6 cm kanoner som gräns.

### Framdrivningssystem
King George V-klassen var de första brittiska slagskeppen som alternerade maskinrum och pannor i maskinrummen, vilket minskade sannolikheten för att en träff skulle orsaka förlust av all kraft. Maskineriet var indelat i fyra maskinrum (turbinrum) och fyra pannrum, med de åtta maskinrummen alternerande i par av maskin- eller pannrum. Varje par pannrum bildade en enhet med ett par maskinrum. Nominell full effekt var 110 000 axelhästkrafter (82 000 kW) med 28 kg/cm² (2 800 kPa) ånga vid 371 °C. Maskineriet var konstruerat för att kunna fungera vid en överbelastningseffekt på 125 000 shp (93 000 kW) och Prince of Wales "....huvudmaskineri ångade vid överbelastningseffekter på 128 000 till 134 000 shp (95 000 till 100 000 kW) utan problem..." under jakten på Bismarck. Admiralitets 3-trumspannor fungerade mycket effektivt, och liknande pannor med nästan identisk effekt, som monterades på det äldre slagskeppet Warspite under dess ombyggnad 1937, uppnådde en specifik bränsleförbrukning vid full effekt på 0,339 kg per shp vid försök som jämfördes gynnsamt med samtida slagskepp. Under sina försök med full effekt 10 december 1940 uppnådde King George V med 42 300 t deplacement 111 700 shp vid 230 rpm och en specifik bränsleförbrukning på 0,339 kg per shp. Efter 1942 tvingades Royal Navy att använda bränsle med betydligt högre viskositet och större havsvatteninnehåll än vad dessa pannor kunde utnyttja effektivt. Den dåliga kvaliteten på brännoljan i kombination med havsvattenföroreningen minskade ångkraftverkets effektivitet och ökade underhållsbehovet. År 1944 hade den specifika bränsleförbrukningen vid full effekt ökat till 0.364 kg per shp, och underhållet av pannorna blev allt svårare. 1944 försökte Amiralitetet lösa problemet och konstruerade nya typer av oljespridare och brännare som kunde förbränna den tillgängliga brännoljan mycket effektivare, och någon gång efter 1944 utrustades Duke of York och Anson med nya oljespridare och brännare med högre tryck som återställde pannorna till full effektivitet. Samma oljespridare och brännare användes i HMS Vanguard tillsammans med andra detaljförbättringar så att Vanguard uppnådde en specifik bränsleförbrukning vid full effekt på 0,286 kg per shp samtidigt som man använde sig av samma ångtryck och temperaturer som användes på King George V-klassen.

### Pansar

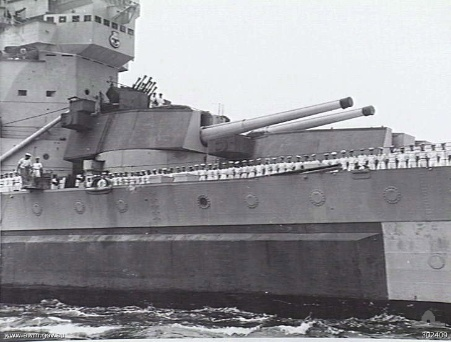
Det externa pansarbältet ses tydligt på den här bilden av Howe.

Pansaret på slagskeppen i King George V-klassen utformades med hänsyn till Royal Navys erfarenheter från första världskriget och tester mellan krigen. Designen av denna klass dominerades av skyddet. Magasinsskyddet prioriterades genom att tillhandahålla ett tjockt bälte och däckspansar och genom att placera magasinen på de lägsta nivåerna i fartyget.
Det horisontella skyddet över magasinen bestod av tre lager med en total tjocklek på 232 mm; väderskyddsdäcket bestod av 32 mm Ducol (D)-stål, det huvudsakliga pansrade däcket bestod av icke-cementerat stålpansar 149 mm tjockt över ett 13 mm D-ståldäck och ovanför granatrummen fanns ytterligare ett 25 mm tjockt pansar av D-stål. Krutmagasinen låg under granatrummen för extra skydd, en praxis som påbörjades med slagskeppen i Nelson-klassen. Väderdäckets tjocklek var densamma över maskinrummen, men där reducerades huvudpansardäcket till 124 mm över ett ståldäck med 13 mm D-pansar. Det huvudsakliga pansrade däcket fortsatte framför det främre pansarskottet och reducerades gradvis från full tjocklek till 64 mm, medan ett pansrat "sköldpaddsdäck" efter eftermagasinen täckte styrinrättningen med 114-127 mm pansar samtidigt som det gav skydd längs vattenlinjen.
Huvudpansarbältet var 7,2 m högt och täckte skrovsidan från huvudpansardäcket till 4,6 meter under den djupa vattenlinjen. Studier efter första världskriget hade visat att det var möjligt för AP-granater med fördröjd verkan att dyka under ett grunt bälte och tränga in i viktiga delar av fartyget och därför sträcktes huvudbältet så långt under vattenlinjen som möjligt. Längs fartyget började bältet strax framför det främre tornet och slutade strax bakom det bakre tornet. Pansarplåten bestod av tre lika djupa band, banden var sammanfogade och varje enskild platta i ett band var kilad i angränsande plattor. Bältet var som tjockast ovanför och vid vattenlinjen. De flesta sekundära och vissa primära källor beskriver att den maximala tjockleken på bältespansaret varierade mellan 356 och 381 mm (möjligen på grund av avrundning). Vissa källor ger mer detaljer: längs magasinen var bältet 373 mm cementerat pansar, laminerat på 25,4 mm "kompositionsmaterial" (cement) och ytterligare 22,2 mm skrovplåt av Ducol-stål (detta stål fungerade också som pansar), över maskinrummen var bältet 349 mm. Den nedre delen av bältet smalnade av till en tjocklek på mellan 114 och 140 mm. Pansarskyddet var till och med bättre än vad tjockleken på pansaret skulle kunna tyda på grund av de förbättrade egenskaperna hos det brittiska cementerade pansaret som gav utmärkt motståndskraft. Det pansrade bältet, tillsammans med pansrade skott fram och akter och det pansrade huvuddäcket, bildade ett "pansrat citadell" som skyddade magasin och maskineri. Det pansrade skottet var 305 mm tjockt framåt och 254 mm tjockt vid citadellets bakre ände. Det huvudsakliga pansrade bältet sträckte sig framåt och bakåt från de huvudsakliga pansrade skotten med minskad höjd för att skydda vattenlinjen och minskade gradvis i tjocklek från 330 till 140 mm. Beräkningarna av "immunitetszonen" varierar kraftigt från källa till källa. Pansaret var utformat för att ge skydd mot kanoner av större kaliber än vad klassens fartyg själva hade, och var av en omfattning som var oöverträffad vid den tid då fartygen utformades. Dessa fartygs pansarskydd skulle senare endast överträffas av de japanska slagskeppen av Yamato-klassen.
Huvudkanontornen hade ett relativt lätt skydd i jämförelse med samtida slagskepp. Maximalt pansar för torn och barbetter reducerades till 323 mm i den här klassen från 406 mm i Nelson-klassen. Tornen hade 324 mm pansar framtill, 225 mm på sidorna (vid kanonkammaren), 284-174 mm på sidorna och baksidan, takskyddet var 49 mm tjock. Barbetterna var av varierande tjocklek: 324 mm tjocka på sidorna, 298 mm framåt och 275 mm bakåt i tornet. I viss mån kompenserade den högre kvaliteten på pansaret den minskade tjockleken. Tornets platta yta förbättrade det ballistiska motståndet på långa avstånd, medan tornets låga profil minimerade målområdet på närmare avstånd. Minskningen av pansaret i tornet och barbetterna var en kompromiss till förmån för ett så tjockt skydd som möjligt för magasinen. De sekundära kanonfästena, höljena och hanteringsrummen fick endast ett lätt skydd på 25 mm för att skydda mot splitter.
Till skillnad från samtida utländska slagskepp och de föregående slagskeppen av Nelson-klass hade King George V-klassen ett relativt lätt skydd av tornen med 102 mm på sidorna, 75 mm framåt och bakåt och en 38 mm takplatta. Royal Navys analys av första världskriget visade att befälspersonalen sannolikt inte använde de bepansrade kommandotornen utan föredrog den överlägsna synligheten hos obepansrade bryggpositioner Stabilitets- och viktöverväganden spelade uppenbarligen en viktig roll i det brittiska beslutet att begränsa överbyggnadens pansar. Pansaret i kommandotornet var tillräckligt för att skydda mot mindre fartygs kanoner och granatsplitter.

#### Undervattensskydd

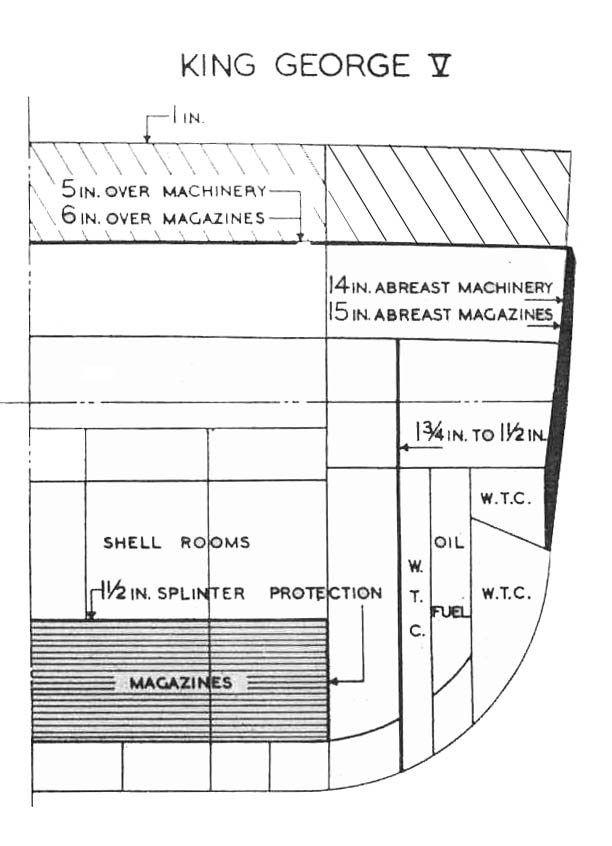
Ritning som visar pansardesignen på King George V.

Skrovet under vattenlinjen, längs huvudpansarbältet, utgjorde sidoskyddssystemet (SPS). Det var indelat i en rad längsgående avdelningar; den yttre och inre var fyllda med luft och den mellersta avdelningen med vätska (bränsle eller vatten). Den yttre skrovplåten i området för SPS var tunn för att minska potentiella splitterskador från en torped. SPS:s yttre avdelning var normalt ett tomt utrymme (innehållande endast luft), vilket gjorde att den första explosionen från en torped kunde expandera samtidigt som skadorna på fartyget minimerades. Det mellersta facket fylldes med olja eller havsvatten och detta spred tryckpulsen över ett större område samtidigt som vätskan hindrade eventuella metallsplitter som skapades av torpedens explosion. Det inre facket var ett till tomt utrymme och tjänade till att innehålla eventuell vätska som läckte från vätskeskiktet och eventuell kvarvarande tryckpuls från torpedens explosion. Innanför det sista tomrummet fanns ett pansarskott som varierade i tjocklek från 37 mm över maskinrummen till 44 mm bredvid magasinen. Detta skott var konstruerat för att motstå den kvarvarande sprängverkan från torpedträffen. Om detta sista inre skott penetrerades skulle ytterligare en uppsättning underindelade avdelningar innehålla eventuella läckor; innanför hållskottet var fartyget starkt underindelat i små avdelningar som innehöll utrymmen för hjälpmaskineriet. Torpedskyddet var cirka 4 meter brett, och de extra maskinutrymmena gav ytterligare cirka 2,5 meter utrymme från den yttre skrovplåten till de större maskinutrymmena. Det enda undantaget från detta var bredvid maskinrummen A och B, där man utelämnade hjälpmaskinsutrymmena och ersatte dem med ett annat, cirka 1 m brett tomrum. Ovanför skyddet, och direkt bakom pansarbältet, fanns en rad fack, som vanligtvis användes som tvättrum eller förvaringsutrymmen, och som var utformade för att möjliggöra en uppåtgående ventilation av övertrycket från en torpedträff. Detta system var utformat för att skydda mot en stridsspets på 450 kg och hade testats och befunnits vara effektivt i realistiska försök. SPS var också en nyckelkomponent i fartygets skadekontrollsystem, eftersom slagsidor till följd av översvämning kunde korrigeras genom att tomma hålrum motfylldes och/eller genom att normalt vätskefyllda utrymmen tömdes. Vid förlusten av Prince of Wales användes dessa utrymmen för att för att minska slagsidan.
HMS Prince of Wales sänktes 10 december 1941 efter vad som tros ha varit träffar av sex torpeder och en 500 kg-bomb. En omfattande undersökning 2007 av Prince of Wales vrak utförd av dykare fastställde dock slutgiltigt att det endast hade varit fyra torpedträffar. Tre av dessa fyra träffar hade träffat skrovet utanför det område som skyddas av SPS. I det fjärde fallet verkade skottet som höll SPS:et intakt bredvid det område där skrovet träffades. Slutsatsen i den efterföljande rapporten och analysen från 2009 var att den primära orsaken till förlisningen var en okontrollerad översvämning längs B:s propelleraxel. Propelleraxelns yttre axelhållare gick sönder, och rörelsen av den frigjorda axeln slet sedan upp skotten hela vägen från den yttre propelleraxelhållaren till själva B-maskinrummet. Detta gjorde att det blev översvämning i de primära maskinrummen. Skadorna och översvämningen förvärrades av dålig skadekontroll och att eftermagasinen och en telefonkommunikationscentral övergavs i förtid. "B"-propelleraxeln hade stoppats och sedan startats på nytt flera minuter efter att ha träffats av en torped. Senare undersökningar av hennes förlust vid den tidpunkten visade att det fanns behov av ett antal konstruktionsförbättringar, som genomfördes i olika utsträckning på de andra fyra fartygen i klassen. Ventilationen och ventilationssystemets vattentäthet förbättrades, medan de interna gångarna i maskinrummen omformades och kommunikationssystemet gjordes mer robust.Förbättrade propelleraxelkorsningar och axelspärrar infördes. En del av de förmodade bristerna på fartyget grundades dock på antagandet att en torped hade träffat och slagit ut SPS vid eller omkring ram 206 samtidigt som den träff som skadade B:s propelleraxel. Videofilmerna från 2007 års undersökning visade dock att skrovet i princip är intakt i detta område. Oförmågan att undersöka vraket under kriget hindrade utan tvekan ansträngningarna att komma fram till en definitiv orsak till förlusten av Prince of Wales, och den något bristfälliga analysen har lett till att ett antal felaktiga teorier om orsakerna till förlisningen oavsiktligt har spridits genom åren.
Vid undersökningen av Prince of Wales efter mötet med det tyska slagskeppet Bismarck och den tunga kryssaren Prinz Eugen upptäcktes tre träffar som hade orsakat att cirka 400 ton vatten, hade trängt in i fartyget. En av dessa träffar, avfyrad från Bismarck, hade penetrerat torpedskyddets yttre skott i ett område mycket nära ett hjälpmaskinsutrymme, vilket orsakade lokala översvämningar i SPS, medan det inre, 2×19 mm D-stålskottet dock förblev intakt, eftersom den tyska granaten var en blindgångare. Den tyska granaten skulle faktiskt ha exploderat i vattnet om dess stubin hade fungerat ordentligt, på grund av det djup som granaten var tvungen att dyka innan den träffade Prince of Wales under hennes pansarbälte.

### Bestyckning

#### Huvudartilleri

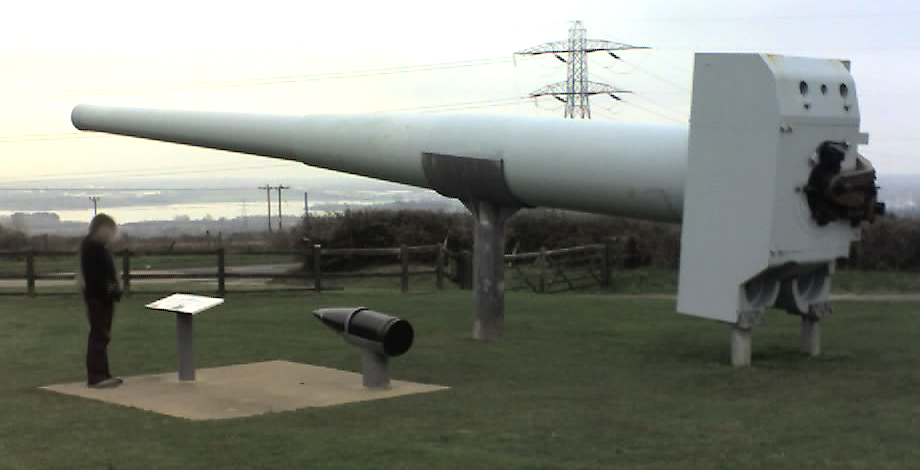
En brittisk 356 mm av samma typ som användes ombord på King George V-klassen.

King George V och de fyra andra fartygen i klassen hade tio BL 35,6 cm Mk VII-kanoner i två fyrdubbla torn för och akter och ett enda dubbelt torn bakom och ovanför det främre tornet. Det fanns en debatt inom amiralitetet om kanonstorlek, pansar, hastighet, torpedskydd och luftvärn för King George V slagskeppen. Under denna tid föredrog andra europeiska makter 38,1 cm och USA 40,6 cm kanoner. Amiralitetet valde ett fartyg med hög hastighet, förbättrat skydd, starkt luftvärn och tio 56 mm kanoner. Amiralitetets kontrollant skrev att en övergång till 38,1 cm kanoner skulle innebära en försening på 18 månader (vilket skulle ha inneburit att det inte skulle komma några nya RN-slagskepp förrän 1942). Stephen Roskill noterade att London Naval Treaty föreskrev en maximal kanonstorlek på 35,6 cm, med en undantagsklausul, som Storbritannien var mycket ovilligt att utnyttja, eftersom amiralitetet hoppades kunna övertala de andra marinmakterna att hålla sig till 35,6 cm kanoner. Amiralitetet studerade fartyg som var beväpnade med en mängd olika kanoner, bland annat nio 38,1 cm kanoner i tre torn, två framåt och ett akterut. Även om detta låg väl inom de brittiska skeppsvarvens kapacitet, förkastades konstruktionen snabbt eftersom de kände sig tvungna att följa det andra Londonfördraget från 1936 och för att det rådde en allvarlig brist på kvalificerade tekniker och ammunitionstillverkare, tillsammans med ett stort tryck på att minska vikten.
Klassen var utformad för att bära tolv 38,1 cm kanoner i tre fyrdubbla torn eftersom denna konfiguration hade en tyngre bredsida än de nio 40,6 cm kanonerna. Det visade sig dock vara omöjligt att inkludera denna mängd eldkraft och den önskade skyddsnivån på ett deplacement på 35 000 ton och vikten av det överlagrade fyrdubbla tornet gjorde att fartyget blev ostabilt. Det andra främre tornet byttes ut till ett mindre torn med två kanoner i utbyte mot bättre pansarskydd, vilket minskade kraften på bredsidan jämfört med de nio 40,6 cm kanonerna. Den 35,6 cm pansarbrytande granaten (AP) hade en mycket stor sprängladdning på 22,0 kg. Kanonen och dess ammunitions förmåga att penetrera pansar visas av tornet på vraket av det tyska slagskeppet Bismarck, som är försett med ett 356 mm tjockt pansar som sägs likna en "schweizisk ost". Det senaste sjöfördraget hade en klausul som gjorde det möjligt att byta till 40,6 cm kanoner om en annan signatär inte följde avtalet före den 1 januari 1937. Även om de kunde ha åberopat denna klausul skulle effekten ha blivit en fördröjning av byggandet. Det ansågs klokt att bygga med 35,6 cm kanoner i stället för att stå utan de nya slagskeppen. USA valde att acceptera en försening och byggde istället sina fartyg med större kanoner. När man jämför den brittiska 35,6 cm kanonen med de tyngre kanonerna på samtida utländska slagskepp tenderade det tjockare pansaret på de brittiska slagskeppen att resultera i en utjämning av den relativa genomslagskraften hos respektive granat.
I tjänst visade sig de fyrdubbla tornen vara mindre tillförlitliga än vad man hade hoppats på. Krigstidens brådska i byggandet, otillräckligt utrymme mellan tornets roterande och fasta struktur, otillräckliga skjutövningar och omfattande arrangemang för att förhindra att gnistor nådde magasinen gjorde den mekaniskt komplicerad, vilket ledde till problem under långvariga insatser. För att kunna föra in ammunition i tornet inkluderade konstruktionen en överföringsring mellan magasinet och tornet; som till en början inte hade tillräckligt med spelrum för att tillåta fartygets böjning. Förstorade spelrum, förbättrade mekaniska kopplingar och bättre utbildning ledde till större tillförlitlighet i de fyrdubbla tornen, men de förblev problematiska.
Under slaget om Danmarksundet mot Bismarck hade huvudbatteriet på den nyligen i tjänst tagna HMS Prince of Wales mekaniska problem: det började avfyra salvor med tre skott i stället för fem skott, och det fanns problem i alla utom i det dubbla B-tornet. Huvudbatteriets effekt reducerades till 74 procent (Bismarck och Prinz Eugen uppnådde 89 respektive 85 procent) under striden, eftersom av de 74 skott som beordrades avfyrades endast 55 skott. A-tornet tog in vatten, vilket ledde till obehag för besättningen  och Y-tornet fastnade vid salva 20. Antalet defekter i huvudbeväpningen som hindrade 35,6 cm eldgivningen, skadorna och den försämrade taktiska situationen tvingade kapten Leach att avbryta striden.
King George V var de enda slagskeppen som konstruerades för Royal Navy med 35,6 cm kanoner. (HMS Canada, som ursprungligen var konstruerat för Chile, hade använt 35,6 cm kanoner under första världskriget).

#### Sekundärartilleri

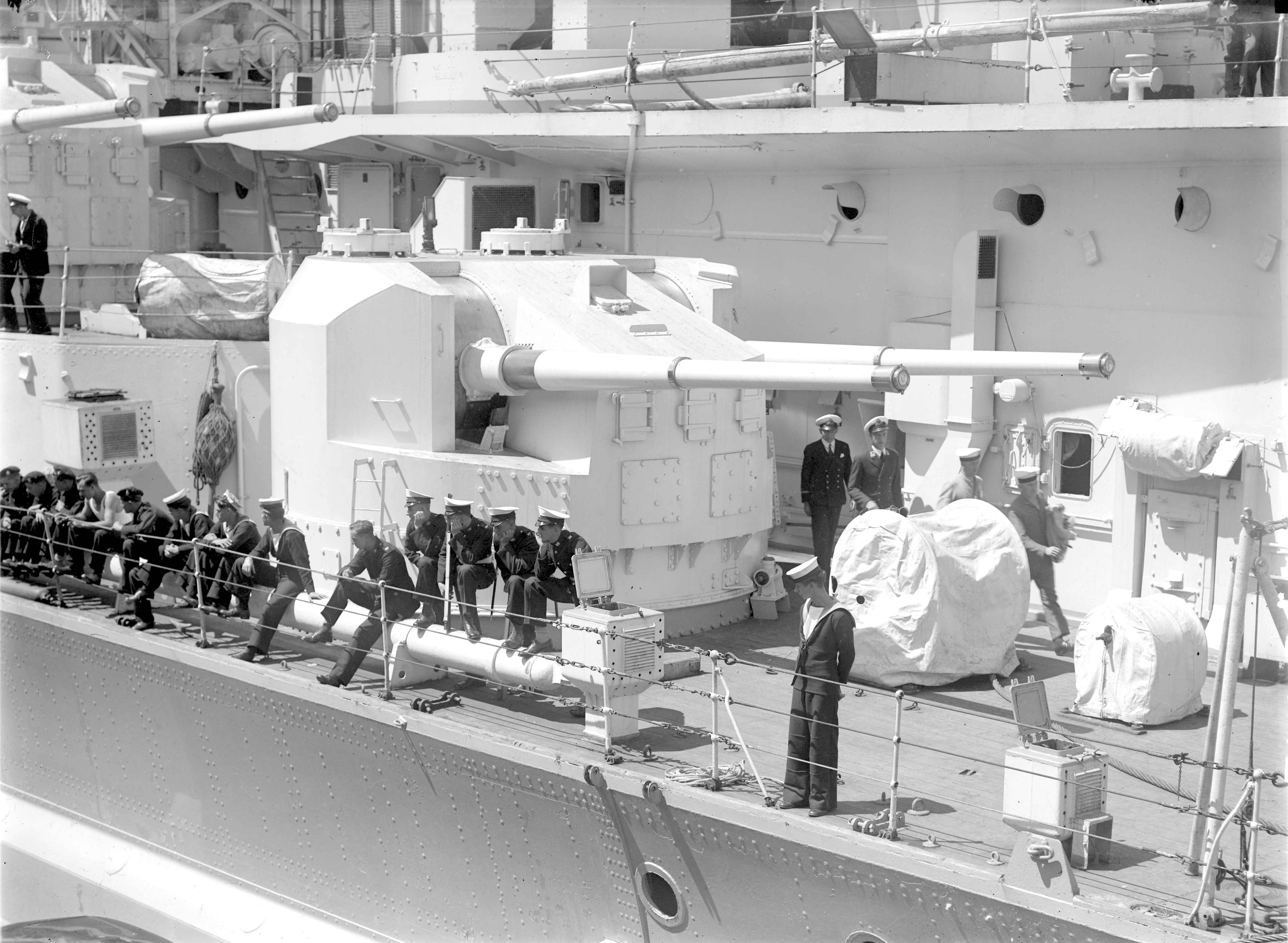
133 mm allmålskanon ombord på King George V.

QF:s 13,3 cm Mark I allmålskanon hade också varit kontroversiell. I Royal Navy Gunnery Pocket Book som publicerades 1945 står det att: "Den maximala eldhastigheten bör vara 10-12 skott per minut". Erfarenheterna från kriget visade att den maximala vikt som laddningspersonalen bekvämt kunde hantera var mycket lägre än 36-41 kg och vikten på 13,3 cm ammunitionen orsakade allvarliga problem, vilket gjorde att de bara klarade 7-8 skott per minut i stället för de planerade 10-12 skott per minut. Fästet hade en maximal elevation på +70 grader och fästenas långsamma elevation- och vridhastigheter var otillräckliga för att angripa moderna snabba flygplan. Trots detta tillskrevs Prince of Wales 13,3 cm kanoner flera nedskjutna och skadade flygplan under operation Halberd. Anson fick sina 13,3 cm torn uppgraderade till RP10-styrning vilket ökade höjnings- och vridningshastigheterna till 20 grader per sekund.

#### Luftvärnsbestyckning
King George V-klassen hade fyra 12,7 mm fyrdubbelt-monterade kulsprutor, men 1939 ersattes dessa med två 40 mm Mark VI "pom-poms". För att bekämpa luftanfall monterades 1940 fyra raketfästen, ett på B-tornet, två på Y-tornet och ett som ersatte ett "pom-pom"-fäste som tillkom 1939 i aktern.  Klassens "pom-poms" konstruerades och tillverkades av Vickers Armstrongs, som ett resultat av ett krav från tiden efter första världskriget på en multipel montering som var effektiv mot bombplan eller torpedplan på nära håll. Den första modellen, som testades 1927, var ett mycket avancerat vapen för sin tid och 1938 hade Mark VI* en mynningshastighet på 730 meter per sekund och en piplängd på 40 kalibrar. "Pom-poms" avfyrade 0,8 kg granater med en hastighet av 96-98 skott per minut vid kontrollerad eldgivning och 115 skott per minut vid automatisk eldgivning. Räckvidden för Mark VI* var 6 800 meter, med en mynningshastighet på 700 m per sekund. Mark VI:s oktupel-fäste vägde 16 ton och Mark VII:s fyrdubbla fäste vägde 10,8 ton om det var eldrivet; det kunde höjas till 80 grader och sänkas till 10 grader med en hastighet av 25 grader per sekund, med en lika snabb vridningshastighet. Det normala ammunitionsförrådet ombord för Mark VI var 1 800 patroner per kanon. Luftvärnsbatteriet på dessa fartyg utökades successivt under hela kriget. Antalet och placeringen av kanoner varierade från fartyg till fartyg, King George V hade i september 1945 följande ombord: 8 Mark VI oktupel-monterade "pom-poms", 2 fyrdubbla 40 mm Bofors Mk II (amerikansk version), 2 enkla 40 mm Bofors och 24 enkla 20 mm Oerlikon-kanoner.

## Skepp i klassen
| Namn                                  | Varv                                   | Beställd         | Påbörjad       | Sjösatt          | Färdigställd    | Öde                                                           |
| ------------------------------------- | -------------------------------------- | ---------------- | -------------- | ---------------- | --------------- | ------------------------------------------------------------- |
| King George V                         | Vickers-Armstrong, Newcastle-Upon-Tyne | 29 juli 1936     | 1 january 1937 | 21 februari 1939 | 1 oktober 1940  | Skrotad 1959                                                  |
| Prince of Wales (ex-King Edward VIII) | Cammell Laird, Birkenhead              | 29 juli 1936     | 1 january 1937 | 3 maj 1939       | 19 januari 1941 | Sänkt av ett flyganfall i Sydkinesiska havet 10 december 1941 |
| Duke of York (ex-Anson)               | John Brown and Company, Clydebank      | 16 november 1936 | 5 maj 1937     | 28 februari 1940 | 19 augusti 1941 | Skrotad 1958                                                  |
| Anson (ex-Jellicoe)                   | Swan Hunter, Wallsend                  | 28 april 1937    | 20 juli 1937   | 24 februari 1940 | 14 april 1942   | Skrotad 1958                                                  |
| Howe (ex-Beatty)                      | Fairfields, Govan                      | 28 april 1937    | 1 juni 1937    | 9 april 1940     | 17 juni 1942    | Skrotad 1958                                                  |

## Tjänstgöringstid

### Slaget om Danmarkssundet
King George V var det första fartyget i klassen som anslöt sig till Home Fleet den 11 december 1940 och hennes första uppgift var att ge täcka Operation Claymore i februari 1941, innan hon eskorterade Atlantkonvojerna HX 114 och HX 115 under mars. På grund av hotet från det tyska slagskeppet Bismarck skickade hemmaflottan King George V och den nyligen färdigställda Prince of Wales 22 maj för att hjälpa till att lokalisera Bismarck, tillsammans med slagkryssaren HMS Hood och sex jagare. Den 24 maj fick Prince of Wales och Hood kontakt med Bismarck och öppnade eld på 24 000 meter. Prince of Wales sjätte salva träffade Bismarck och det var under denna salva, och en till, som hon fick två avgörande träffar, som träffade Bismarcks för, översvämmade ett generatorrum och ett extra pannrum och tvingade fram en kritisk avstängning av två av hennes pannor, vilket ledde till att Bismarck fattade det ödesdigra beslutet att försöka återvända till hamn. Under denna tid hade Bismarck och Prinz Eugen enbart riktat in sig på Hood och klockan 06:01 sprängdes Hood och sjönk, med förlust av alla utom tre av 1 419 stora manskapet. Efter detta gav kapten Leach (kaptenen för Prince of Wales) order om att dra sig tillbaka och lade ut en kraftig rökridå för att underlätta reträtten. Prince of Wales försökte återigen angripa Bismarck vid ytterligare två tillfällen, men på grund av att avståndet var mer än 20 000 meter kunde hon inte få in fler träffar och tvingades sedan återvända till Island för att tanka och skulle inte spela någon ytterligare roll i aktionerna mot Bismarck. Under tiden var King George V den 24 maj fortfarande 300-400 sjömil från Bismarck och det var inte förrän 27 maj som King George V och HMS Rodney kunde angripa Bismarck, på grund av att ett Swordfish-torpedangrepp hade satt Bismarcks styrning ur spel 26 maj. Under angreppet kunde King George V och Rodney relativt snabbt sätta Bismarcks 38,1 cm kanontorn och eldledningssystem ur spel, vilket gjorde att Bismarck inte kunde beskjuta de brittiska fartygen på ett effektivt sätt, och senare närmade de sig till nära håll. Efter 32 minuters eldgivning hade King George V avfyrat 335 stycken 35,6 cm granater mot Bismarck och fått flera träffar som bidrog till att Bismarck sjönk kort därefter.

### Sänkandet avPrince of Wales

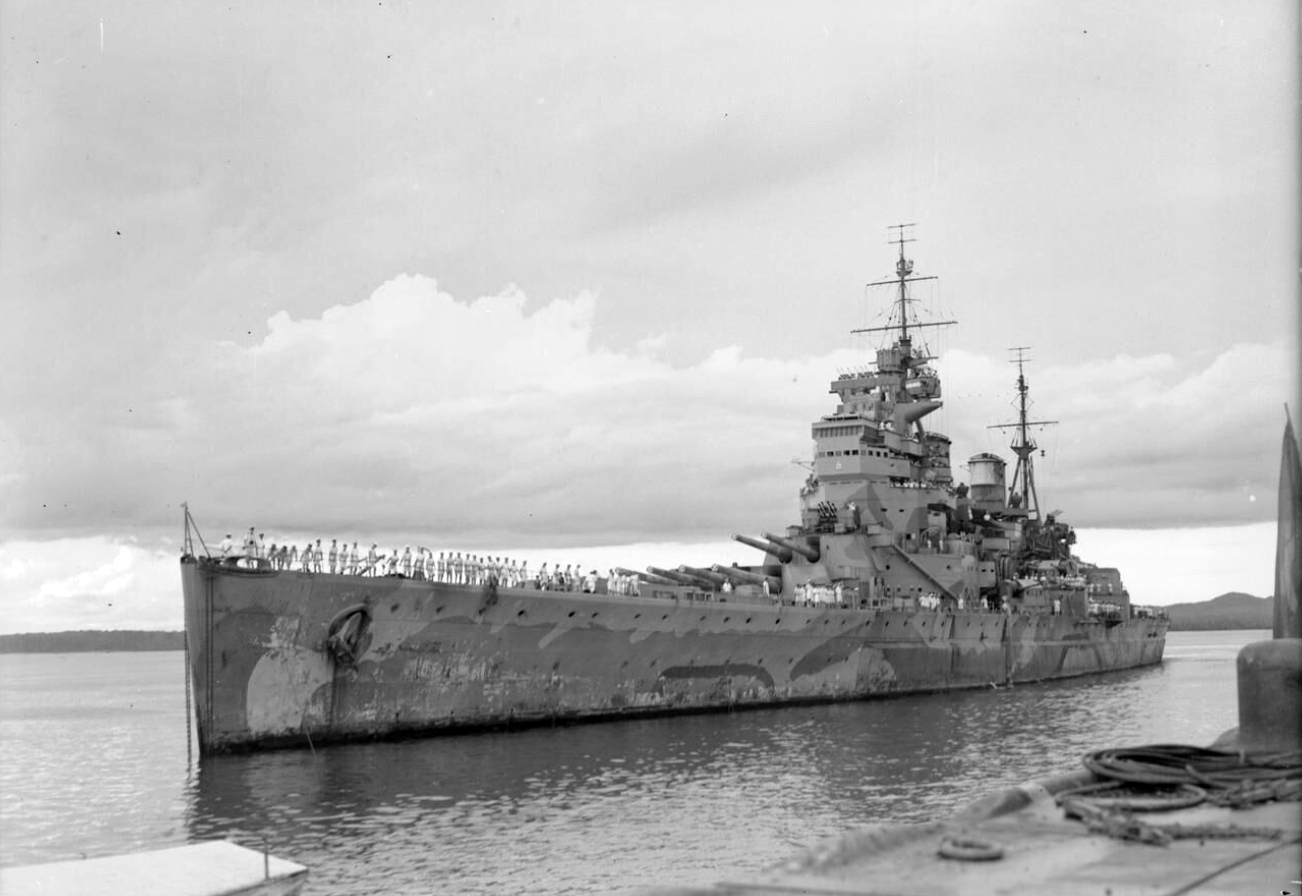
Prince of Wales.

Efter att ha reparerats i Rosyth transporterade Prince of Wales premiärminister Winston Churchill till Kanada för en konferens med president Franklin D. Roosevelt, som resulterade i att Atlantdeklarationen 14 augusti 1941, där det fastställdes hur de allierade tänkte hantera världen efter kriget. Efter deklarationen av stadgan eskorterade Prince of Wales 24 september operation Halberd, där Prince of Wales sköt ner flera italienska flygplan 27 september. Den 25 oktober 1941 lämnade Prince of Wales sina hemvatten mot Singapore, med order att möta upp med slagkryssaren Repulse och hangarfartyget Indomitable, men Indomitable gick på grund på Jamaica och kunde inte fortsätta. Den 2 december lade gruppen till i Singapore och Prince of Wales blev då flaggskepp för den olycksdrabbade Force Z under amiral Sir Tom Phillips. Styrkan omdirigerades sedan till Brittiska Malaya eftersom de hade fått information om att japanska styrkor var på väg att landstiga där, men detta var en avledningsmanöver och den 10 december upptäcktes styrkan av en japansk ubåt. 11.00 inleddes det första japanska luftanfallet mot styrkan och 11.30 träffades Prince of Wales av en torped. Detta ledde till snabb vatteninträngning, eftersom babords yttre propelleraxel hade skadats; höghastighetsrotation av denna ostödda propelleraxel förstörde tätningen runt omkring den, vilket gjorde att vatten kunde strömma in i skrovet. Fartyget började därefter få en kraftig slagsida. Prince of Wales träffades av ytterligare tre torpeder, innan en 500 kg tung bomb träffade katapultdäcket och trängde igenom till huvuddäcket innan den exploderade i det provisoriska hjälpcentret och orsakade många dödsoffer. Flera andra bomber från denna attack var mycket nära att missa, vilket skadade skrovet, sprängde nitar och fick skrovplåtar att "splittras" längs skarvarna, vilket intensifierade översvämningen ombord på Prince of Wales. Klockan 13.15 gavs order om att överge fartyget och klockan 13.20 kapsejsade och sjönk Prince of Wales med amiral Phillips och kapten Leach bland de 327 dödsoffren. Vraket ligger upp och ner i 68 m djupt vatten vid 3°33′36″N 104°28′42″E.

### Konvojeskort

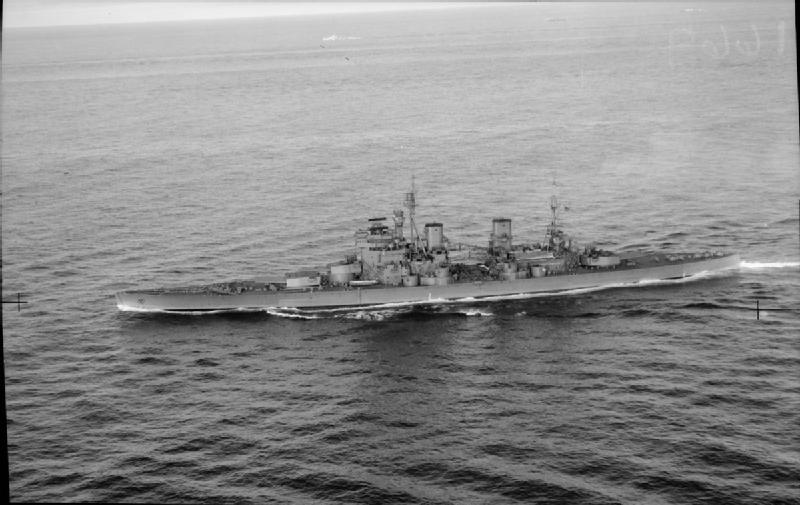
Duke of York.

I oktober deltog King George V i Operation EJ, som innebar att eskortera hangarfartyget HMS Victorious, vars flygplan attackerade tysk sjöfart i Glomfjorden. Duke of York, det tredje fartyget i klassen, deltog för första gången i strid 1 mars 1942, när hon eskorterade konvoj PQ 12. King George V anslöt sig senare till henne 6 mars, eftersom amiral John Tovey trodde att det tyska slagskeppet Tirpitz skulle försöka skära av konvojen, men flygplanen från Victorious lyckades hindra Tirpitz från att lämna sin bas i Norge. Under eskorttjänstgöring den 1 maj 1942 kolliderade King George V med jagaren Punjabi. Jagaren delades i tu medan sex meter av slagskeppets bog skadades. King George V skickades till Gladstone Dock för reparation 9 maj innan hon återupptog sin eskorttjänstgöring 1 juli 1942. När de två sista fartygen i klassen, Howe och Anson, var färdiga i slutet av 1942 fick de i uppdrag att skydda konvojer på väg till Ryssland. Den 12 september fick Anson sällskap av Duke of York för att ge skydd åt konvoj QP. 14. I oktober skickades Duke Of York till Gibraltar för att stödja de allierades landstigningar i Nordafrika i november. Den 31 december eskorterade Howe och King George V den arktiska konvojen RA 51.

### Fjärran östern

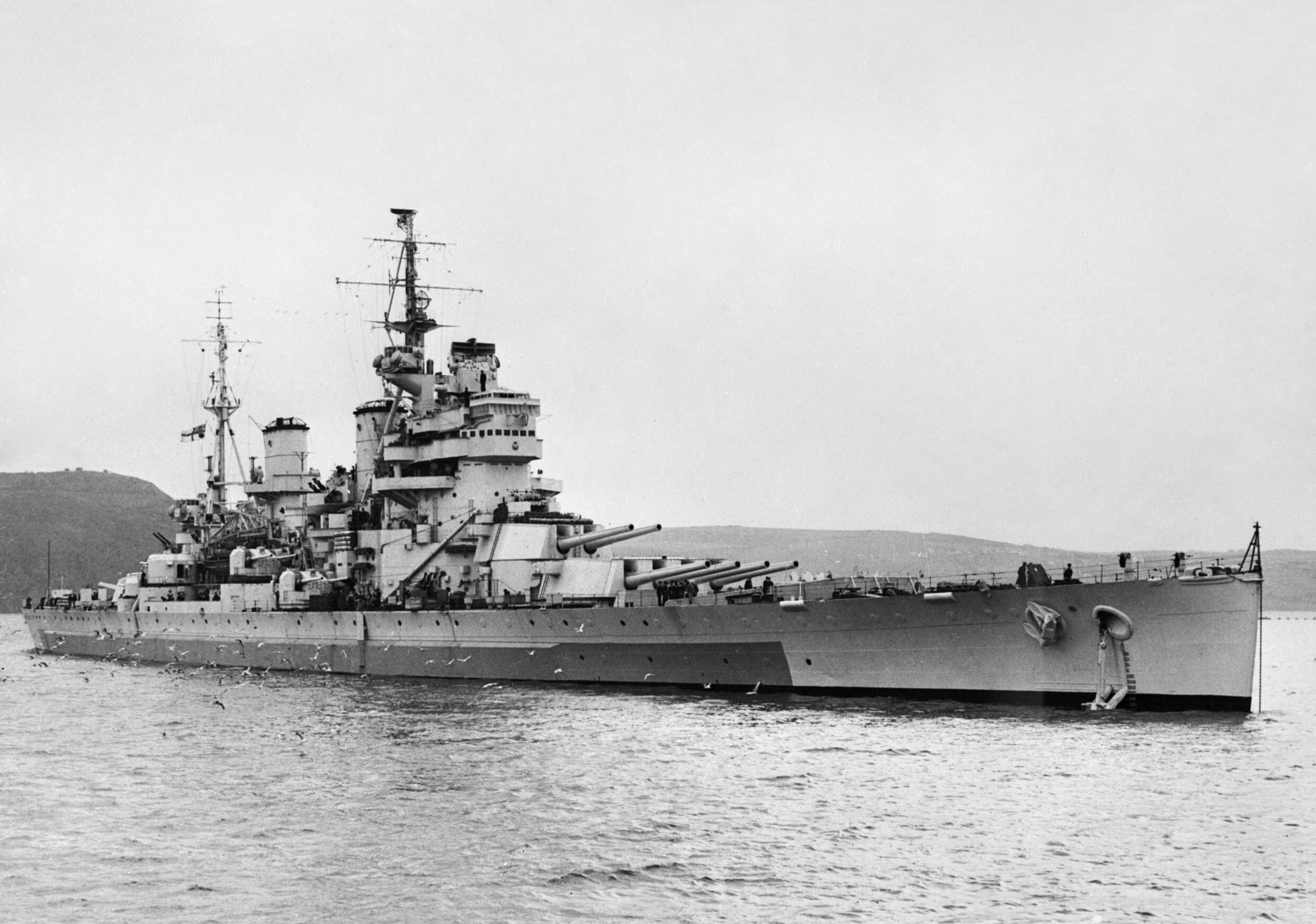
Anson.

I slutet av mars 1945 inledde King George V och Howe operationer i Stilla havet som en del av Task Force 57. Den första större operationen som insatsstyrkan genomförde var operation Iceberg, stöd till havs för USA:s landstigning på Okinawa, som inleddes 1 april. Under operationen utsattes King George V och Howe för sporadiska japanska kamikazeattacker, men de fick inga skador av dessa attacker, medan Howe lyckades skjuta ner ett anfallande kamikazeplan. Den 4 maj ledde de två slagskeppen ett fyrtiofem minuter långt bombardemang av de japanska flyganläggningarna på Ryukyuöarna.
I mitten av juli anslöt de sig till amerikanska slagskepp för att bombardera industrianläggningar i Hitachi. Under Okinawa-kampanjen stödde paret brittiska hangarfartyg. Deras sista offensiva insats var ett nattligt bombardemang av Hamamatsu 29-30 juli 1945. Duke of York och Anson anlände för sent för att delta i fientligheterna, men 15 augusti accepterade de kapitulationen av de japanska styrkorna som ockuperade Hongkong. King George V och Duke of York var närvarande vid den officiella japanska kapitulationen i Tokyobukten. Efter andra världskrigets slut blev King George V hemmaflottans flaggskepp fram till december 1946, då hon omvandlades till ett utbildningsfartyg, innan hon skrotades 1957. Duke of York blev hemmaflottans flaggskepp efter King George V fram till april 1949 och skrotades sedan 1957. Howe återvände till Portsmouth i januari 1946 och tillbringade resten av sin karriär där innan hon skrotades 1957. Anson tjänstgjorde kortvarigt som flaggskepp för den första stridsskvadronen i den brittiska Stillahavsflottan och hjälpte till att återta Hongkong. År 1949 placerades hon i reserv innan hon skrotades 1957.